# Liste de codes juridiques
Pour les articles homonymes, voir code.
Pour le concept de code, voir Codification (droit).
En droit, un code est un recueil de lois ou de règles juridiques (code d'honneur) définies par un groupe, une société, un métier, un État.
L'origine du mot code provient de sa polysémie : c'est une extension du sens du mot codex.

## Principaux codes historiques

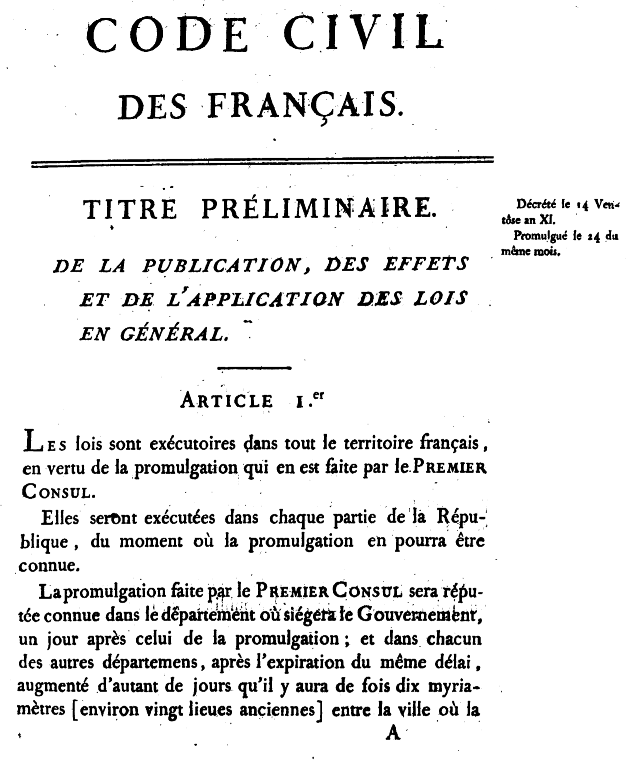
Code civil des Français de 1804.

- Code de Hammurabi et code d'Ur-Nammu
- Corpus juris civilis, comprenant notamment le Code justinien ou Code de Justinien (commandé par Justinien Ier, empereur d'Orient), qui rassemble le droit romain
- Code de Théodose ou théodosien
- Code Henri de 1609
- Code Marillac de 1614
- Code Michau
- Code Louis (1677)
- Code du commerce de 1673.
- Code noir
- Code pénal de 1791
- Code des délits et des peines de 1795
- Code civil de 1804
- Code pénal de 1810

## Codes par pays

### Algérie
- Code civil algérien
- Code de commerce
- Code de la famille
- Code pénal

### Allemagne
- Code civil (en allemand : Bürgerliches Gesetzbuch)
- Code pénal (en allemand : Strafgesetzbuch)
- Code de l'artisanat (en allemand : Handwerksordnung)
- Code de commerce (en allemand : Handelsgesetzbuch)
- Code social (en allemand : Sozialgesetzbuch)
- Code de la construction (en allemand : Baugesetzbuch)
- Völkerstrafgesetzbuch

### Autriche
- Code civil (en allemand : Allgemeines Bürgerliches Gesetzbuch)
- Code pénal (en allemand : Strafgesetzbuch)
- Code de commerce (en allemand : Handelsgesetzbuch)
- Code des entreprises (en allemand : Unternehmensgesetzbuch)
- Code de l'eau (en allemand : Österreichisches Wasserbuch)

### Belgique

#### Codes fédéraux (FED)
- Code civil
- Code d'instruction criminelle
- Code de la nationalité belge
- Code de droit économique[1]
- Code de commerce
- Code des sociétés et des associations
- Code électoral
- Code forestier
- Code rural
- Code judiciaire
- Code pénal
- Code des impôts sur les revenus (CIR 92)

#### Codes régionaux (REG)
- Code bruxellois de l'aménagement du territoire
- Code électoral communale bruxellois
- Code bruxellois du logement
- Code bruxellois de l'air du climat et de la maitrise de l'énergie
- Code flamand de l'aménagement du territoire
- Code flamand du logement
- Code wallon de l'aménagement du territoire, de l'urbanisme, du patrimoine et de l'énergie
- Code wallon de l’environnement
- Code wallon de la démocratie locale et de la décentralisation
- Code wallon du logement et de l'habitat durable

### Cameroun
- Code du travail
- Code pénal
- Code de procédure pénale
- Code civil
- Code de procédure civile et commerciale
- Actes uniformes OHADA
- Livre des procédures fiscales
- Code C.I.M.A.

### Canada

#### Fédéral
Au niveau fédéral, on retrouve :
- le Code criminel ;
- le Code canadien du travail ;
- Code national du bâtiment.

#### Ontario
En Ontario, on retrouve :
- le Code de la route ;
- le Code des droits de la personne.

#### Québec
Au niveau du Québec, on retrouve :
- le Code civil du Québec ;
  - Anciennement le Code civil du Bas-Canada et le Code civil du Québec (1980).
- le Code de la sécurité routière ;
- le Code de procédure civile ;
- le Code de procédure pénale ;
- le Code des professions ;
- le Code du travail ;
- le Code municipal du Québec.

### États-Unis
- Code des États-Unis
- Code des règlements fédéraux

### France
En France, les codes juridiques sont consultables sur le site Légifrance.
- Codes royaux - par ordre chronologique : nom suivi entre parenthèses de l'appellation moderne
  - Code Michau (code de commerce et d'action sociale) : 1629.
  - Code Louis (code de procédure civile et de procédure pénale) : constitué de l'Ordonnance de Saint-Germain-en-Laye de 1666 et l'Ordonnance criminelle de 1670.
  - Code noir (code de l'esclavage) : il existe deux versions, une promulguée en 1685, une en 1724.
- Codes promulgués après la Révolution mais n'étant plus en vigueur
  - Code des instruments monétaires et des médailles, Code des marchés publics
- Codes en vigueur :
  - Codes de procédure ou d'organisation juridictionnelle
    - Code de l'organisation judiciaire
    - Code des juridictions financières
    - Code de justice administrative
    - Code de justice militaire
    - Code de procédure civile, Code des procédures civiles d'exécution
    - Code de procédure pénale

  - Codes par matière au fond
    - Généralités : Code civil, Code pénal, Code de la justice pénale des mineurs
    - Codes sociaux : Code de l'action sociale et des familles, ancien Code de la famille et de l'aide sociale, Code des pensions civiles et militaires de retraite, Code des pensions militaires d'invalidité et des victimes de guerre, Code de la santé publique, Code de la sécurité sociale, Code du travail (... à Mayotte)
    - Codes relatifs au commerce : Code de commerce, Code de l'artisanat, Code des assurances, Code de la consommation, Code de la construction et de l'habitation, Code monétaire et financier, Code de la mutualité, Code des postes et des communications électroniques, Code de la propriété intellectuelle, Code du tourisme
    - Codes de droit public : Code des communes (... de la Nouvelle-Calédonie), Code du cinéma et de l'image animée, Code de la défense, Code du domaine de l'État (... applicable à la collectivité territoriale de Mayotte), Code des douanes (... de Mayotte), Code de l'éducation, Code électoral, Code de l'entrée et du séjour des étrangers et du droit d'asile, Code de l'expropriation pour cause d'utilité publique, Code général de la propriété des personnes publiques, Code général des collectivités territoriales, Code général des impôts, doté de quatre annexes, Code de la Légion d'honneur, de la médaille militaire et de l'ordre national du Mérite, Livre des procédures fiscales, Code du patrimoine, Code de la recherche, Code de la route, Code de la sécurité intérieure, Code du service national, Code du sport, Code de l'urbanisme, Code de la voirie routière, Code de la commande publique (avril 2019), code général de la fonction publique
    - Code des transports reprenant : le Code de l'aviation civile, le code du domaine public fluvial et de la navigation intérieure, le code des pensions de retraite des marins français du commerce, de la pêche et de la plaisance, le code des ports maritimes et le Code du travail maritime
    - Domaine du respect et de la gestion de l'environnement : Code de l'environnement, Code de l'énergie, Code minier, Code forestier, Code rural et de la pêche maritime, Code agricole et pastoral de la Nouvelle-Calédonie

  - Codes de déontologie
    - Polices : Code de déontologie de la Police nationale et de la Gendarmerie nationale, Code de déontologie des agents de Police municipale
    - Code de déontologie des architectes
    - Code disciplinaire et pénal de la marine marchande

### Iran
- Code civil
- Code pénal

### Italie
- Code civil
- Codice dei beni culturali e del paesaggio
- Codici del commercio
- Codici della strada
- Codici di procedura civile
- Codici militari
- Codici penali

### Maroc
- Code pénal

### Pays-Bas
- Code civil

### Pologne
- Code civil (1964) (Kodeks cywilny)
- Code électoral (2011) (Kodeks wyborczy)
- Code de la famille et de la tutelle (1964) (Kodeks rodzinny i opiekuńczy)
- Code de faute (1971) (Kodeks wykroczeń)
- Code maritime (2001) (Kodeks morski)
- Code pénal (1997) (Kodeks karny)
- Code pénal exécutif (1997) (Kodeks karny wykonawczy)
- Code pénal fiscal (1999) (Kodeks karny skarbowy)
- Code de procédure administrative (1960) (Kodeks postępowania administracyjnego)
- code de procédure en cas de faute (2001) (Kodeks postępowania w sprawach o wykroczenia)
- code de procédure civile (1964) (Kodeks postępowania cywilnego)
- code de procédure pénale (1997) (Kodeks postępowania karnego)
- Code des sociétés commerciales (2000) (Kodeks spółek handlowych)
- Code du travail (1974) (Kodeks pracy)

### Suisse
- Code civil suisse
- Code pénal suisse
- Code des obligations
- Code de procédure civile suisse
- Code de procédure pénale suisse

### Syrie
- le Code civil syrien ;
- le Code pénal syrien ;
- le Code pénal économique syrien ;
- le Code de procédure civile syrien ;
- le Code de procédure pénale syrien ;
- le Code de commerce syrien.

### Tunisie
- Codes de procédure ou d'organisation juridictionnelle :
  - Code de justice militaire
  - Code de procédure civile et commerciale
  - Code de procédure pénale
- Codes par matière au fond :
  - Généralités : Code pénal, Code du statut personnel
  - Codes sociaux : Code de la protection de l'enfant, Code du travail
  - Codes relatifs au commerce : Code des assurances, Code des changes et du commerce extérieur, Code de commerce, Code de commerce maritime, Code de droit international privé, Code des incitations aux investissements, Code des obligations et des contrats, Code des organismes de placement collectif, Code de prestations des services financiers aux non-résidents, Code des sociétés commerciales, Code des télécommunications
  - Codes de droit public : Code de l'arbitrage, Code de l'aménagement du territoire et de l'urbanisme, Code des collectivités locales, Code de la comptabilité publique, Code des décorations, Code des douanes, Code des droits d'enregistrement et de timbre, Code des droits et procédures fiscaux, Code des droits réels, Code électoral, Code de la fiscalité locale, Code de l'impôt sur le revenu des personnes physiques et de l'impôt sur les sociétés, Code de l'industrie cinématographique, Code de la nationalité tunisienne, Code de la protection du patrimoine archéologique, historique et des arts traditionnels, Code de la poste, Code de la presse, Code de la route, Code de la sécurité et de la prévention des risques d’incendie, d’explosion et de panique dans les bâtiments, Code de la taxe sur la valeur ajoutée
  - Codes relatifs aux transports : Code de l'aéronautique civil, Code de la police administrative de la navigation maritime, Code des ports du commerce maritime, Code du travail maritime
  - Domaine de la gestion de l'environnement : Code des eaux, Code forestier, Code des hydrocarbures, Code minier, Code du pêcheur
- Codes de déontologie : Code de déontologie dentaire, Code de déontologie du médecin vétérinaire, Code de déontologie médicale, Code des devoirs de l'architecte, Code disciplinaire et pénal maritime

## Codes non nationaux
- Code de Nuremberg (droit international)
- Code des douanes communautaire (droit de l'Union européenne)
- Pour l'Église catholique, les codes de droit canonique (en latin codex juris canonici) :
  - Code de droit canonique de 1917
  - Code de droit canonique de 1983
  - Code des canons des Églises orientales (1990)